# Oxyde de rhodium(III)
L’oxyde de rhodium(III) est un composé chimique de formule Rh2O3. Il se présente sous la forme d'une poudre grise ou jaune, selon le taux d'hydrates, cristallisée dans le système trigonal selon le groupe d'espace R3c (no 167, corindon α-Al2O3) avec comme paramètres cristallins a = 547 pm et α = 55°40’, qui donne une forme rhomboédrique à 750 °C. La substance pure anhydre est grise, paramagnétique et insoluble dans l'eau et les acides. Le pentahydrate Rh2O3·5H2O est jaune pâle, insoluble dans l'eau mais soluble dans les acides ; la réaction avec l'acide nitrique HNO3 conduit au nitrate de rhodium(III) Rh(NO3)3.

## Synthèse
Il peut être obtenu de plusieurs manières :
- en traitant du chlorure de rhodium(III) RhCl3 avec de l'oxygène O2 à haute température[7] ;
- en faisant fondre de la poudre de rhodium métallique avec de l'hydrogénosulfate de potassium KHSO4 avant d'ajouter de l'hydroxyde de sodium KOH pour obtenir l'oxyde de rhodium hydraté, lequel donne Rh2O3 par chauffage[8] ;
- en exposant des couches de rhodium métallique à un plasma d'oxygène pour obtenir des couches minces d'oxyde de rhodium(III)[9] ;
- par synthèse hydrothermale pour obtenir des nanoparticules[10].

## Propriétés et applications
Les couches d'oxyde de rhodium(III) ont un comportement électrochrome rapide : on obtient des transitions chromatiques jaune  {\displaystyle \rightleftharpoons }  vert foncé ou jaune  {\displaystyle \rightleftharpoons }  brun violacé réversibles en solution dans l'hydroxyde de potassium en appliquant une tension électrique d'environ 1 V.
Les couches de Rh2O3 sont conductrices et transparentes, comme l'oxyde d'indium-étain (ITO) (In2O3)0,9·(SnO2)0,1, mais présentent un travail de sortie inférieur de 0,2 eV, ce qui améliore l'injection de porteurs et donc les propriétés électroniques des diodes électroluminescentes organiques.